# Cholovocera attae
Cholovocera attae es una especie de coleóptero de la familia Endomychidae.

## Distribución geográfica
Habita en Europa.